# Ruta de Illinois 136
La Ruta de Illinois 136, y abreviada IL 136 (en inglés: Illinois Route 136) es una carretera estatal estadounidense ubicada en el estado de Illinois. La carretera inicia en el oeste desde la IA 136     en Clinton hacia el este en la US 30     en Fulton. La carretera tiene una longitud de 5,2 km (3.22 mi).

## Mantenimiento
Al igual que las autopistas interestatales, y las rutas federales y el resto de carreteras estatales, la Ruta de Illinois 136 es administrada y mantenida por el Departamento de Transporte de Illinois por sus siglas en inglés IDOT.